# Самборомбон (Аргентина)
Самборомбон (исп. Samborombón) — посёлок в муниципалитете Брандсен провинции Буэнос-Айрес (Аргентина). Расположен на 90-м километре автомагистрали № 2.

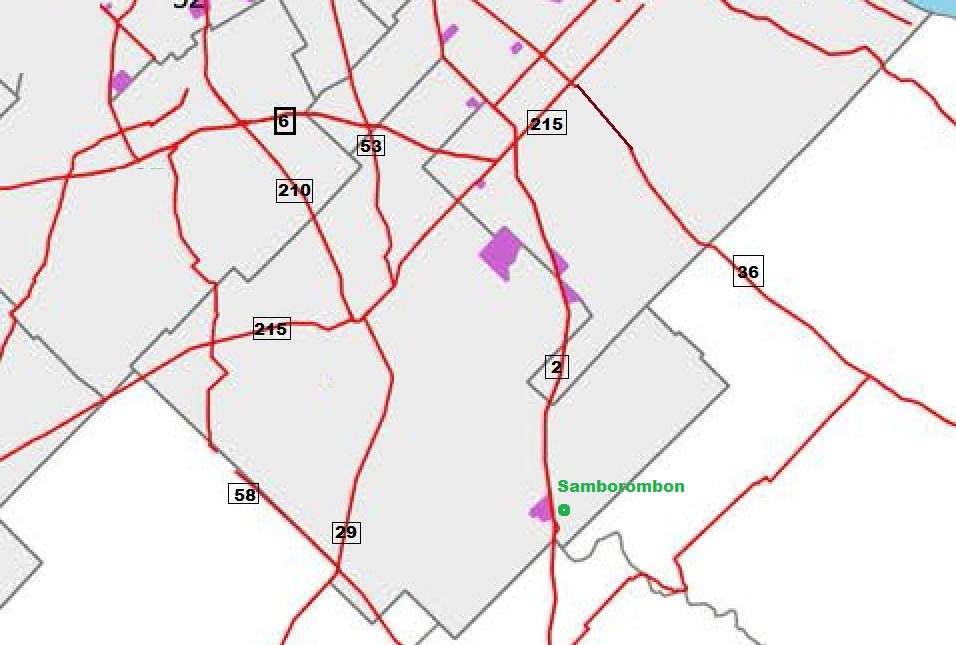
Самборомбон на карте муниципалитета Брандсен.

## Демография
По переписи 2001 года население посёлка составило 198 человек.

## Станция Самборомбон
В 10 км к юго-западу от Брандсена, недалеко от грунтовой дороги, которая соединяла Брандсен с городом Ранчо, расположена бывшая железнодорожная станция Самборомбон провинциальной железной дороги Буэнос-Айреса, школа № 16 школьного округа Брандсена и жилые дома.